# Discordianisme
Discordianisme is een godsdienst waarin de godin van de verwarring, Eris (in het Latijn Discordia genoemd) wordt vereerd. De religie is omstreeks 1958-1959 gesticht door Malaclypse the Younger (pseudoniem van Gregory Hill), schrijver van de Principia Discordia, het heilige boek van het Discordianisme.

## Leer
De verlichte mens ziet volgens het discordianisme dat de definitie van orde en wanorde afhankelijk zijn van het standpunt dat men inneemt. Het geloof dat orde meer waarde heeft, noemt het discordianisme de aneristische illusie. Het geloof dat wanorde meer waarde heeft, noemt het discordianisme de eristische illusie. Daarom beeldt de sacred chao volgens het discordianisme alles uit wat men hoeft te weten, namelijk dat beide concepten, orde en wanorde, alleen de werkelijkheid kunnen uitdrukken als zij samengevoegd worden. Degene die dat ziet is een verlicht mens, aldus het discordianisme.

### Werkelijkheid
Het discordianisme kent twee soorten werkelijkheden, namelijk werkelijkheid met een kleine w en Werkelijkheid met een grote W. Het verschil tussen deze twee is dat de werkelijkheid een perspectief is van de Werkelijkheid, afhankelijk van de matrix waarmee iemand de Werkelijkheid ordent. Zo kan de werkelijkheid voor ieder persoon anders zijn. Zo zal iemand die de aneristische illusie aanhangt vijf punten als een vijfhoek (pentagon) kunnen zien, en iemand die de eristische illusie aanhangt de vijf punten als vijf punten zien. Werkelijkheid is volgens het discordianisme de ultieme rorschachtest.

#### Sacred Chao
De sacred chao, het belangrijkste symbool in het discordianisme staat voor aneristisch principe dat het principe van schijnbare orde is, en het eristisch principe dat het principe van schijnbare wanorde is. Het aneristisch principe wordt gesymboliseerd door de vijfhoek (pentagon). Het eristisch principe wordt gesymboliseerd door de appel, waarop geschreven staat voor de mooiste.

### Grijsgezicht
Grijsgezicht, Greyface, was geboren in 1166 v.C. en  had besloten dat er geen wanorde meer mocht zijn. Hierdoor begonnen mensen het leven te serieus te nemen, dit wordt de vloek van grijsgezicht genoemd. 

#### Ritueel tegen grijsgezicht
Een belangrijk ritueel in het discordianisme is het uitdrijven van negatieve invloeden uit een omgeving. De discordiaan moet recht tegenover de grijsgezicht gaan staan, die hij wil verdrijven. Vervolgens dient hij met zijn armen te gaan flapperen en een geluid van een kalkoen te maken. Over het algemeen zal de grijsgezicht volgens het discordianisme weggaan of stoppen met grijsgezicht te zijn.

## Principia Discordia
Het heilige boek van de discordianen heet de Principia Discordia en is geopenbaard aan Malaclypse the Younger in 1968. De principia discordia kent geen copyright en mag vrij gekopieerd, verspreid en veranderd worden. Dit wordt zelfs aangemoedigd. Volgens het discordianisme is het mogelijk dat Eris, de godin van het discordianisme, andere plannen met de lezer heeft en daarom mag iedereen een eigen religie opzetten.